# Eremotylus aridus
Eremotylus aridus är en stekelart som först beskrevs av Joseph Augustine Cushman 1947.  Eremotylus aridus ingår i släktet Eremotylus och familjen brokparasitsteklar. Inga underarter finns listade i Catalogue of Life.